# Cerro Los Carbones
El Cerro Los Carbones (9°01′20″N 70°37′04″O / 9.022185, -70.617661) es una formación de montaña ubicada en el extremo sur del Estado Trujillo, Venezuela. A una altitud de 3.514 m s. n. m. el Cerro Los Carbones es una de las montañas más altas en Venezuela. Constituye parte del límite sur del Estado Trujillo con el vecino estado Mérida y muy cercano al límite sureste con el Estado Barinas.

## Ubicación
El Cerro Los Carbones se encuentra en el límite sur del Estado Trujillo con Mérida, al este de la población de Tuñame y al sur del caserío El Pajarito.